# مریم درانی

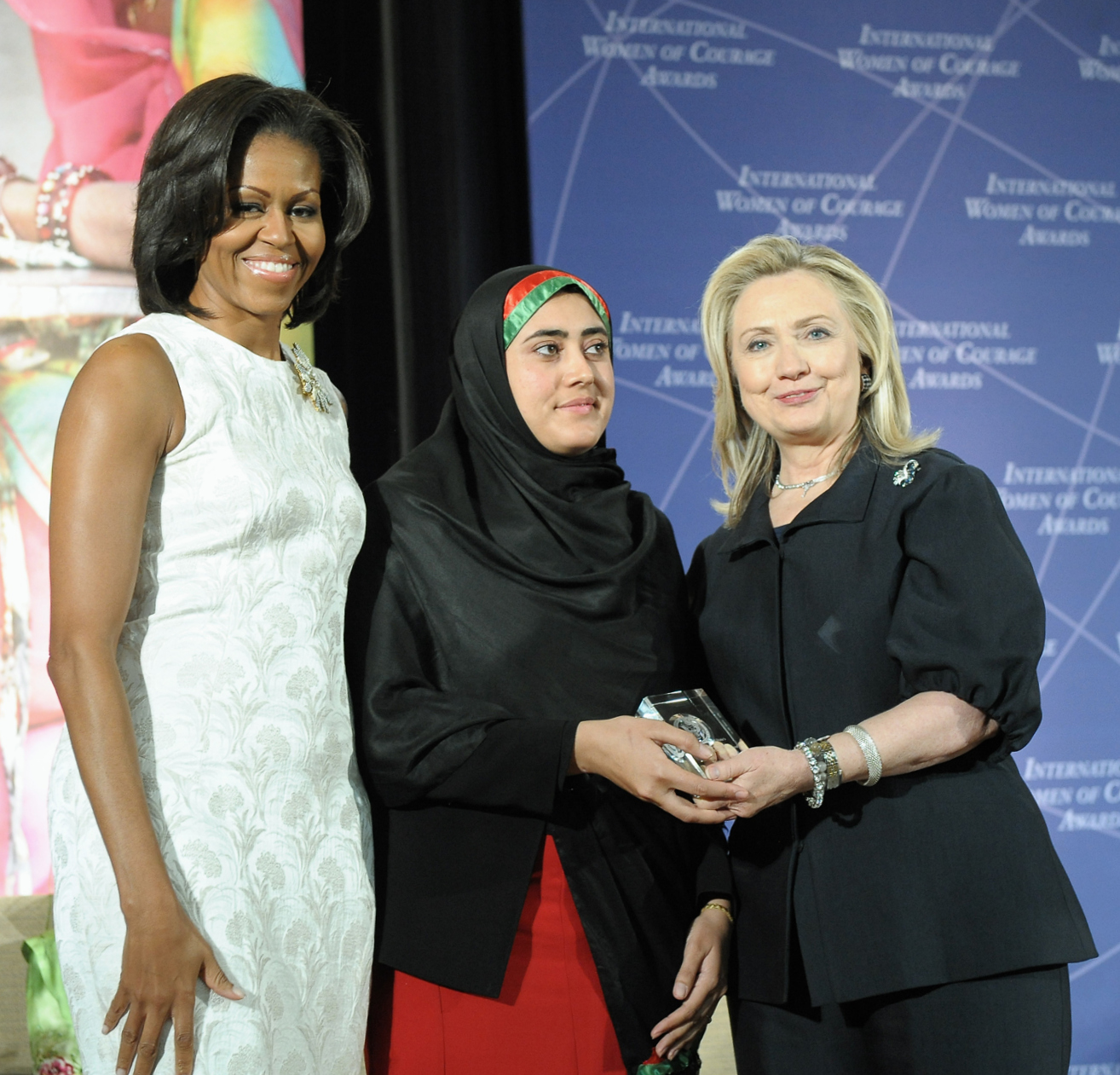
در حال دریافت جایزه بین‌المللی زنان شجاع در کنار هیلاری کلینتون و میشل اوباما (۲۰۱۲)

مریم درانی از اعضای شورای ولایت قندهار و مالک و مؤسس ایستگاه رادیویی «رادیو میرمن» در قندهار افغانستان است که بر مسائل زنان تمرکز دارد. او همچنین مسئول انجمن فرهنگی «بی‌بی خدیجهٔ کبرا» است. در سال ۲۰۱۲ مجله تایم او را به‌عنوان یکی از صد چهره تأثیرگذار دنیا انتخاب کرد. او در ۸ مارس ۲۰۱۲ جایزه بین‌المللی زنان شجاع را دریافت کرد، و در ۶ آوریل سال ۲۰۱۳ شبکه دادخواهی زنان ولایت قندهار را ایجاد نمود. مجله تایم دربارهٔ او نوشته‌است: 
«مریم درانی به‌طور اجتناب ناپذیری برای طالبان که به نقش بسیار محدود زنان در جامعه باور دارند، یک هدف است… و تا حال چندین دفعه از سوءقصد جان سالم به در برده‌است.»
مریم درانی فرزند «حاج محمد عیسی درانی» است. مریم درانی دوران مهاجرت را در پاکستان و ایران سپری نموده، اعضای خانواده‌اش سال ۱۳۸۲ بعد از پایان حکومت موقت به قندهار بازگشتند. ولایت قندهار در جنوب افغانستان قرار دارد.

## فعالیت‌های اجتماعی و بشردوستانه
زندگی و فعالیت اجتماعی برای زنان در قندهار امر خطیری است اما مریم درانی در همین ولایت شروع به فعالیت‌های اجتماعی کرد. او برای کاهش مشکلات زنان در قندهار در سال ۲۰۰۴ انجمن فرهنگی «خدیجه کبرا» را برپا ساخت. سازمانی غیردولتی برای توانمندسازی زنان که ۲۴۰ عضو دارد. برگزاری صنوف مختلفی چون سواد پایه یا فعالیت‌های دیگری چون خیاطی، قالیبافی، گلسازی و آرایشگری و همچنان ایجاد نخستین نمایشگاه‌های صنایع دستی زنان در قندهار از کارهای این سازمان بوده‌است. این سازمان به خانوارها وام‌های کوتاه‌مدت و بدون بهره برای ساختن سرپناه یا راه‌اندازی کار می‌دهد. مریم درانی هفت سال بعد (در سال ۲۰۱۱) کار رادیویی به نام «میرمن» را آغاز کرد که به موضوعات زنان و مشکلات آنان مثل ازدواج‌های اجباری و رسوماتی می‌پردازد که مروج خشونت و تضییع حقوق زنان است. دو سال بعد یعنی سال۲۰۱۳ نخستین انترنیت کیفی بانوان را برای دختران در افغانستان ایجاد نمود. در انترنیت کیفی ملالی میوندی دختران می‌توانند بدون ممانعت از طرف فامیل‌هایشان همه روزه به‌خاطر مطالعهٔ سایت‌های علمی و خبری، به حل سؤالات، مشکلات در دروس مدرسه و دانشگاه توسط فیلم‌های آموزشی در یوتیوب و همچنان با استفاده از شبکه‌های اجتماعی فیس‌بوک و اسکایپ با سایر دختران در ولایت مختلف افغانستان و خارج از افغانستان در ارتباط شده و این اقدام باعث تبادلات ایده‌ها و نظریات بین زنان می‌شود. او همچنین شبکه‌ای سازمان یافته از زنان را در قندهار به نام «شبکه دادخواهی زنان قندهار» به راه انداخت تا به دادخواهی و دفاع از حقوق زنان بپردازد.
درانی در سال ۲۰۱۴ نخستین انستیتوت تعلیمات عصری که توسط زنان رهبری می‌شود را ایجاد نمود این انستیتو درای صنوف کامپیوتر، زبان انگلیسی، مدیریت، حسابداری، رهبری، خبرنگاری و غیره بود که دختران را در بخش تعلیمات عصری آموزش و تربیت می‌سازد.
در سال ۲۰۱۵ مریم درانی نخستین کتابخانه مخصوص زنان را در حوزه جنوب افغانستان ولایت قندهار ایجاد نمود، این کتابخانه داری ۴۰۰۰ جلد کتاب در عرصه‌های مختلف است که به دختران زمینهٔ مطالعه کتاب را در کتابخانه یا امانت گرفتن کتاب و مطالعه آن در بیرون از کتابخانه را مهیا می‌سازد.
مریم درانی در سال ۲۰۰۴ در انتخابات شورای ولایتی افغانستان شرکت کرد و با بیش از ۲۵۰۰ رأی به این شورا راه یافت. در مصاحبه‌ای از مشکلات متعدد و موانعی می‌گوید که در فعالیت سیاسی به خاطر زن بودن در افغانستان با آن مواجه شده‌است. وی به تدریج با ادامه فعالیت و پیگیری توانست همراهی بخش زیادی از مردم و افرادی که با حضور وی مخالف بودند را به دست آورد. مریم دورانی می‌گوید: «من به عنوان یک دختر افغان به زنان می‌گویم که به خود اطمینان داشته باشند و بدانند می‌توانند آنچه را بخواهند تغییر دهند.» مریم درانی دوباره در سال ۲۰۰۹ در شورای ولایتی قندهار انتخاب شد و همچنان در این سمت تا سال ۲۰۱۴ قرار داشت و در انتخابات دوره سوم خود را کاندید ننمود.
وی در کنار مدیریت سازمان خدیجه کبرا و بخش‌های این سازمان رئیس بورد مشورتی زنان ولایت قندهار. معاون در بورد مبارزه با فساد اداری به‌طور افتخاری در UNAMA. معاون گفتمان صلح به‌طور افتخاری در UNAMA بود.
او بر استقلال اقتصادی زنان تأکید زیادی داد و دربارهٔ مشارکت سیاسی زنان معتقد است و می‌گوید: «مشارکت زنان در شوراهای ولایتی یک تغییر بزرگ است. ما عضو زن در پارلمان داریم. سازمان‌های زنان داریم که بر موضوعات مختلفی کار می‌کنند و فارغ‌التحصیلان زن رو به رشد است. زیستن در چنین شرایطی گاه دشوار و ناممکن می‌شود اما مصائب نتوانسته سد راهش شود.»
او در سال ۲۰۰۹ دو حمله انتحاری را پشت سر گذاشت و حتی در یکی از حملات مجروح شد. وی با وجود مشکلات امنیتی اما هنوز به فعالیت‌های خود در راستای حقوق زنان قندهار تلاش می‌نماید. مریم علاقه دارد به دیگران کمک کند و از این موضوع انرژی تازه می‌گیرد. او دربارهٔ یکی از خاطرات فعالیت‌های خود می‌گوید یکی از شاگردان سازمان او در سازمان خدیجه کبرا به نام «فاطمه» دختری ناشنوا و لال بود، به او نوشتن و مهارت خیاطی آموختند، کمکی که زندگی فاطمه را دگرگون ساخت و هنوز هم با مریم و سازمان او مکاتبه و ارتباط دارد و فعلاً در بخش لسان انگلیسی و کامپیوتر آموزش می‌بیند.

## جوایز جهانی
تلاش‌های مریم در سطح جهانی مورد تقدیر قرار گرفته‌است. در سال ۲۰۱۲ از سوی مجله تایم مریم درانی یکی از ۱۰۰چهره تأثیرگذار جهانی انتخاب شد.
مریم درانی در روز جهانی زن سال ۲۰۱۲ جایزه «زنان شجاع» را همراه ۹ زن دیگر از طرف وزارت امور خارجه ایالات متحده آمریکا دریافت کرد.
در ۳۰ سپتامبر ۲۰۱۳ مریم درانی یکی از ۳۰ جوان فعال جهان در بخش کار برای ارزش‌های دموکراتیک از جمله حقوق بشر، آزادی بیان توسط بنیاد ملی دموکراسی در جهان شناخته شد.
مریم درانی نخستین فرد افغان است که مدال آزادی بیان را به‌دست آورده‌است. مریم هنگام دریافت جایزه آزادی در میدلبرگ در سال ۲۰۱۴ این موضوع را بیان می‌کند که حس می‌کرده فعالیت سازمان خدیجه کبرا کافی نیست و نیاز است صدای زنان در سطحی دیگر و به شکلی رسانه‌ای و گسترده به گوش دیگران برسد؛ «رادیو میرمن» تلاشی است برای تحقق این هدف.
در ۲۳ اکتبر سال ۲۰۱۵ مریم درانی جایزهٔ بین‌المللی نسل صلح را به‌دست‌آورد. جایزهٔ بین‌المللی «نسل صلح» همه ساله از طرف ادارهٔ انکشافی سازمان ملل متحد (UNDP) به رهبران زن و مردانی که برای ایجاد تغییر در سطح مردمی در آسیا کار کرده‌اند یا برای توانمندی جامعهٔ خود رهبری کرده‌اند، اهدا می‌شود.
در ۲۵ نوامبر سال ۲۰۱۵ مریم درانی جایزهٔ بین‌المللی صلح سیمرغ را از بنیاد آرمان‌شهر به‌دست‌آورد. پیش از اهدای جوایز روح‌الامین امینی، معاون آرمان‌شهر در خصوص جایزهٔ امسال گفت: «ما امروز از زنانی تجلیل می‌کنیم که حنجرهٔ انسانیت هستند. امیدواریم سال آینده از دردهای کم‌تری صحبت کنیم و به جای آن به دستاوردهایی بپردازیم که بیشتر از امروز است.» مریم درانی در سال ۲۰۱۶ نیز در یک کنفرانس بزرگ به‌نام «امید و چالش‌ها» جایزهٔ امید را به نمایندگی از افغانستان به‌دست‌آورد.

## تقدیرنامه‌ها
- تقدیرنامهٔ «زن شجاع» در ۵ مارس ۲۰۱۲ از جانب شهردار ایالت پنسیلوانیا آمریکا.
- تقدیرنامهٔ «فعال‌ترین زن سال» در ۶ مارس ۲۰۱۲ از طرف جامعهٔ زنان واشینگتن دی سی.
- تقدیرنامه در راستای «ظرفیت‌سازی طبقهٔ زن» ۱۲ مارس ۲۰۱۲ از جانب مجلس ملی ایالت ایندیانا.
- تقدیرنامهٔ شرکت در مذاکرات بین زن‌های کشور عراق و افغانستان در رابطه با صلح، ۲۸ ژوئن ۲۰۱۲ در ترکیه.

## تحصیلات
مریم در دورهٔ فشرده و کوتاه‌مدت تجارت در دانشگاه آمریکایی افغانستان تحصیل کرده و فارغ‌التحصیل رشتهٔ حقوق و علوم سیاسی از دانشگاه پیام نور است.